# Lutherse kerk (Maastricht)
De Lutherse kerk, ook wel Evangelisch-Lutherse kerk of Duitse kerk genoemd, is een voormalig kerkgebouw aan de Hondstraat in het centrum van de Nederlandse stad Maastricht. Het gebouw uit 1684 heeft ruim drie eeuwen dienstgedaan als kerkgebouw van de Evangelisch-Lutherse gemeente in Maastricht, maar is sinds juni 2013 gesloten. Het bouwwerk in sobere barokstijl is sinds 1966 een rijksmonument.

## Geschiedenis

### Geschiedenis van het lutheranisme in Maastricht
In Maastricht kreeg de door Maarten Luther in gang gezette Reformatie (1517) al vroeg aanhangers, maar zoals elders in de Nederlanden lieten deze protestanten zich vooral inspireren door Johannes Calvijn (calvinisten) en Menno Simons (anabaptisten) en in veel mindere mate door Luther (lutheranen). In 1525 verbood het Maastrichtse stadsbestuur de verbreiding in woord of geschrift van het ketterse lutheranisme. In 1535 werden 15 anabaptisten verbrand op het Vrijthof. Omstreeks 1530 waren lutheranen actief in Heer, vlak bij Maastricht; in 1538 verschafte een inwoner van Heer onderdak aan een lutheraan, ondanks een verbod van proost Engelbert van Heemstede van het Sint-Servaaskapittel. Vanaf 1567 was er in Maastricht een garnizoen gelegerd dat deels bestond uit Duitse huurtroepen. Daarmee kreeg het lutheranisme vaste voet in de stad. In 1577 verdreven lutherse soldaten de fel anti-lutherse dominicanen uit Maastricht. Het Dominicanenklooster werd geplunderd, waarbij twee paters omkwamen en de grote bibliotheek in vlammen opging. Twee jaar later, na het Beleg van Maastricht (1579), kwam de stad in handen van de Spanjaarden en was het gedaan met de relatieve vrijheid van de lutheranen.
Na de verovering van Maastricht door Frederik Hendrik en de gedeeltelijke inlijving van de stad bij de Republiek der Verenigde Nederlanden (1632), werd als gevolg van de tweeherigheid van Maastricht godsdienstgelijkheid ingevoerd voor de twee hoofdstromingen, katholieken en calvinisten. Voor het lutheranisme gold deze godsdienstvrijheid niet. In 1642 werd in Maastricht opnieuw melding gemaakt van lutherse protestanten, waarschijnlijk Duitse soldaten. Vooral de gereformeerden trokken fel van leer tegen de lutheranen, wellicht uit angst voor concurrentie. Lutheranen mochten geen kerkdiensten in het openbaar houden en moesten daarvoor uitwijken naar schuilkerkjes. In 1645 vond een inval plaats tijdens een lutherse bijeenkomst en werden alle voorwerpen en boeken meegenomen. Vanaf 1646 zijn enkele namen van predikanten bekend die geregeld voorgingen in de gemeente. Door de tegenwerking en door geldgebrek kon echter niet in een eigen predikant worden voorzien. Vanuit Aken kwam Johann Daniël Ulmann regelmatig in Maastricht preken en tweemaal per jaar het avondmaal bedienen. De overige diensten waren leesdiensten waarin meestal een Duitse soldaat, Hans Reephun, voorging.

### Voorlopers van de huidige kerk
Vanaf 1659 kwamen de lutheranen bijeen in een kamer die zij voor 34 gulden per jaar huurden van een hovenier. Na de verovering van de stad door Lodewijk XIV van Frankrijk in 1673 verbeterde de situatie voor de kleine lutherse gemeenschap enigszins. Er kwam een nieuwe verdeling van kerkgebouwen in Maastricht, waarbij de lutheranen de ruime Sint-Matthiaskerk kregen toegewezen, een kerk die sinds 1632 in handen was geweest van de gereformeerden. Later moesten echter de protestanten zowel de Sint-Jan als de Sint-Matthiaskerk teruggeven aan de katholieken, waarna gereformeerden, walen en lutheranen allen bij toerbeurt gebruik moesten maken van de veel kleinere Sint-Catharinakerk in de Boschstraat. De lutheranen kerkten hier van 6 tot 8 uur 's ochtends.
Na de ondertekening van de Vrede van Nijmegen in 1678 vertrokken de Fransen en werd de situatie van vóór 1673 hersteld waardoor de lutheranen opnieuw zonder kerkgebouw verder moesten. Kort na 1678 kregen ze echter de beschikking over de Heilige Geestkapel aan de Markt, die ze echter met de katholieken moesten delen.

### Bouw van de kerk

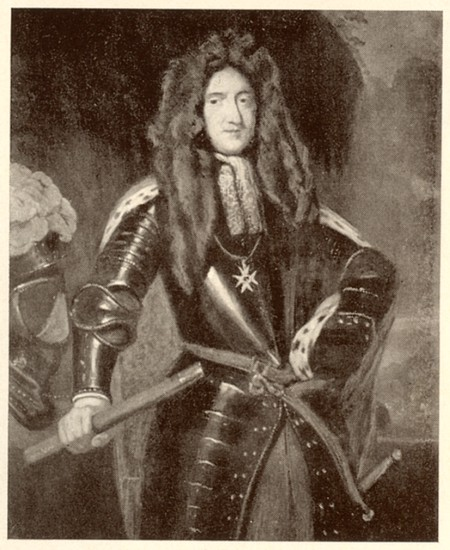
Gouverneur Van Waldeck, weldoener van de kerk

De situatie verbeterde toen prins Willem III van Oranje in 1679 veldmaarschalk George Frederik van Waldeck-Eisenberg (1620-1692) benoemde tot militair-gouverneur van Maastricht. Al in 1681 zorgde de nieuwe gouverneur voor een lutherse predikant, dominee Mitzen, afkomstig uit het graafschap Waldeck-Eisenberg. Het lukte de vorst bij decreet van 12 december 1682 van de Staten-Generaal vrijheid van religie voor lutheranen en toestemming voor de bouw van een eigen lutherse kerk te verkrijgen. Dat de vorst hiervoor toestemming kreeg had alles te maken met het feit dat het Maastrichtse garnizoen grotendeels uit Duitse huurtroepen bestond, voor een groot deel lutheranen. Zij vormden in deze periode de kern van de lutherse gemeente in Maastricht; de kerkenraad bestond voor een groot deel uit hun officieren.
Al in 1680 had de lutherse gemeente een terrein gekocht in de Raamstraat in het Boschstraatkwartier. Met behulp van financiële steun van Waldeck kon de lutherse gemeente ten slotte voor 600 patagons een schuur en stal aan de Hondstraat kopen met het daarachter gelegen terrein van ritmeester Birkfeld. De bouwkosten bedroegen 3100 Maastrichtse guldens. Dominee Mitzen wist over de grens in Duitsland 3000 gulden op te halen, waarna de bouw kon starten. De bouw verliep bijzonder voorspoedig: de aanbesteding vond plaats op 24 januari 1684, de eerstesteenlegging op 5 april en de ingebruikneming op 28 oktober van hetzelfde jaar. De sobere gevel en het ontbreken van een toren zijn het gevolg van het schuilkerk zijn.
Op 28 oktober 1684 werd het gebouw in gebruik genomen, waarbij de uit het Duitse Stolberg afkomstige dominee Thamerus voorging en de eerste preek hield, met als preektekst Psalm 51, vers 20; "Schenk aan Sion weer geluk, dat is toch uw diepste verlangen; bouw Jeruzalems muren weer". De gereformeerden hadden bij de Staten-Generaal weten te bedingen dat er in de kerk niemand begraven mocht worden, waardoor de kerk een belangrijke bron aan inkomsten misliep. Eind 17e eeuw beleefde de gemeente een zekere bloei, waardoor in 1695 voor de organist-schoolmeester naast de kerk een huis met schoollokaal kon worden aangekocht. Deze lutherse school heeft een eeuw lang bestaan tot de komst van de Fransen in 1794.

### Drie eeuwen Lutherse kerk

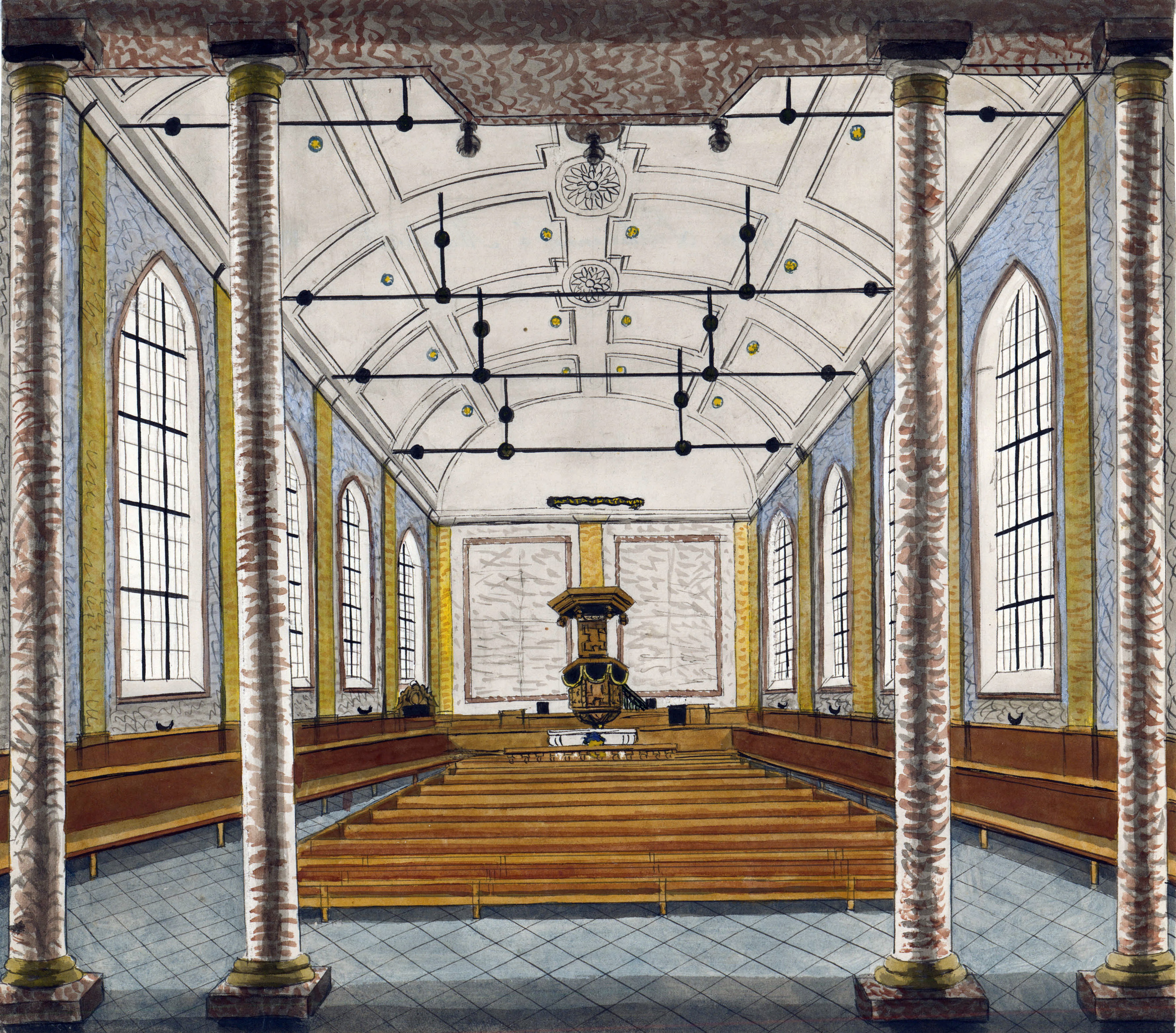
Interieur Lutherse Kerk (tekening Philippe van Gulpen, ca. 1850)

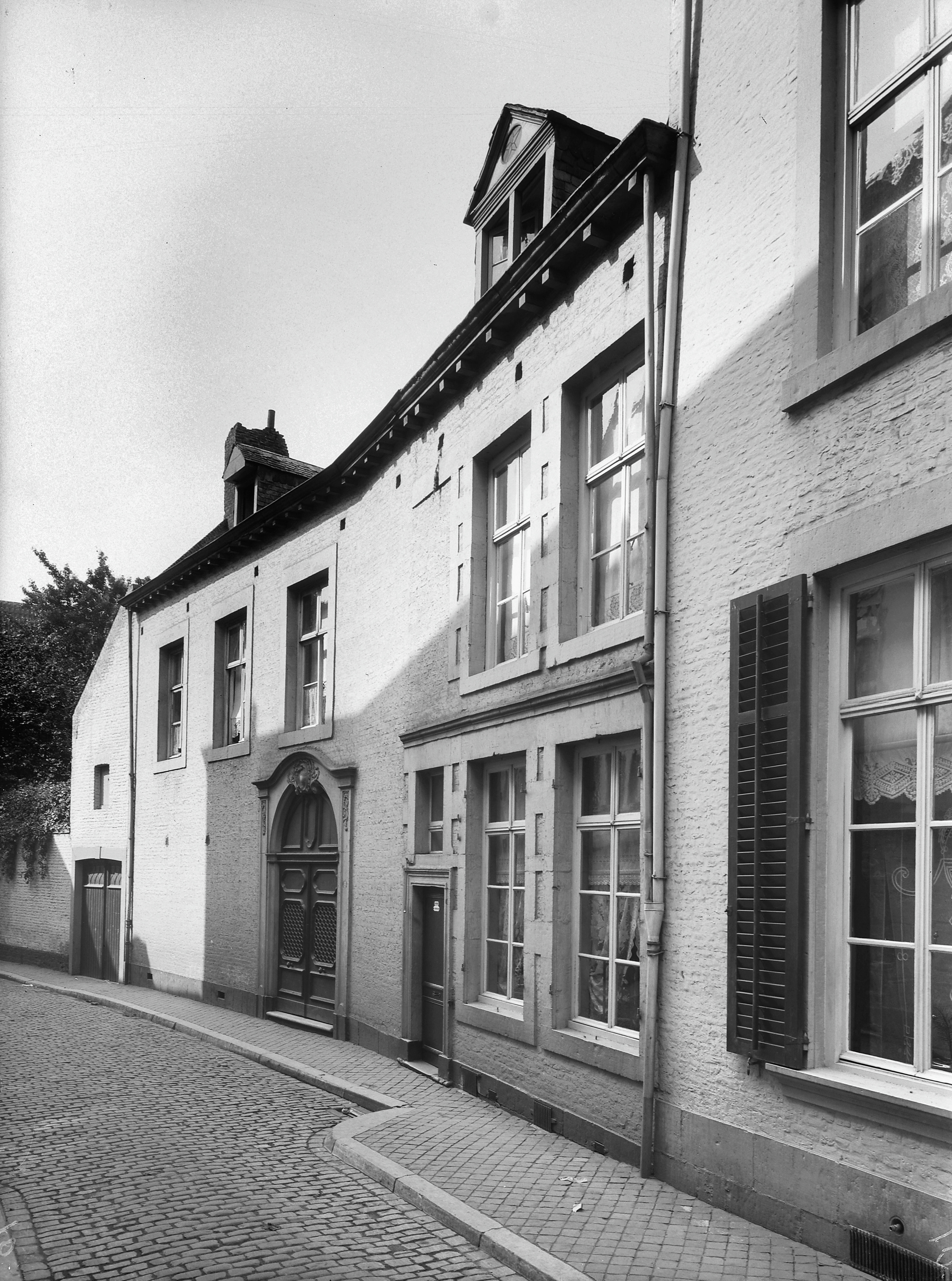
Gevel Hondstraat, 1916

In en aan de kerk hebben in de loop der eeuwen nogal wat veranderingen plaatsgevonden. De grootste ingreep vond plaats in 1930 toen de straat voor de kerk werd verbreed, waarbij de middeleeuwse voorbouw werd afgebroken, waardoor de gevel van de kerk voor het eerst in 246 jaar in het zicht kwam. Het enige wat van de afgebroken huizen resteert is het muurtje voor het kerkplein waarop een smeedijzeren hek staat, dat onder monumentenzorg valt. Ter vervanging van de ruimten die zich in deze voorbouw bevonden, zijn enkele utilitaire ruimtes in de kerk zelf gecreëerd, waarvoor de oorspronkelijke herenbanken op een na moesten verdwijnen; alleen de officiersbank links in de kerk is gespaard gebleven. De ruimte onder de eerste galerij werd dichtgetimmerd tot consistoriekamer (thans garderobe en toiletten).
Tot 1846 was de voertaal in de Lutherse kerk Duits. Alle kerkelijke correspondentie vond plaats in het Duits of het Nederlands. Toen in 1818 de Evangelisch-Lutherse Kerk in het Koninkrijk der Nederlanden werd opgericht, maakte de Maastrichtse gemeente daar geen deel van uit. Koning Willem I wilde in het grotendeels katholieke zuiden slechts één protestantse kerk, met drie verschillende taalrichtingen: Nederlands, Frans en Duits. In Maastricht werd bij koninklijk besluit de "Protestantse tot Hoogduitse Gemeente binnen Maastricht" opgericht, waarbij de lutherse geaardheid onvermeld bleef. Pas in 1842 kwam de gemeente onder het gezag van de Lutherse synode in Nederland.
Op 22 mei 1895 brachten koningin-regentes Emma van Waldeck-Pyrmont en haar dochter, de latere koningin Wilhelmina, een bezoek aan de kerk. Een oorkonde achter in de kerk memoreert dit: "Zij hebben hulde gebracht aan de nagedachtenis van Georg Friedrich, vorst van Waldeck, gouverneur en opperbevelhebber van Maastricht, stichter van het Evangelisch-Luthers kerkgebouw".
In de jaren 1970 en 1980 was de gemeente zo klein geworden dat er geen predikant beroepen kon worden. In 1985 waren er nog slechts 20 leden. Door samenvoeging met de Lutherse gemeente in Heerlen ontstond in 1989 de Evangelisch Lutherse Gemeente Zuid-Limburg, die begin 21e eeuw circa 120 leden telde, van Venlo tot Maastricht. De Evangelisch-Lutherse Kerk in het Koninkrijk der Nederlanden ging in 2004 op in de Protestantse Kerk in Nederland (PKN), een fusiekerk van Nederlands-Hervormden, Gereformeerden en Lutheranen. Binnen de PKN bleef de lutherse gemeente van Maastricht aanvankelijk als zelfstandig onderdeel bestaan.

### Sluiting van de kerk
Hoewel de Maastrichtse Lutheranen na de fusie deel uitmaakten van de PKN-gemeente Maastricht met als kerkgebouw de aan het Vrijthof gelegen Sint-Janskerk, werd ook het gebouw aan de Hondstraat nog tweemaal per maand gebruikt voor Lutherse diensten. Het gebouw werd vanaf 2002 gedeeld met de Maastrichtse Oudkatholieke Kerk. Daarnaast was de kerk een geliefde concertlocatie. In juni 2013 vonden de laatste diensten in het gebouw plaats.
Begin 2014 verkocht de Evangelisch-Lutherse gemeente het kerkgebouw en de beide belendende panden uit 1935-37 aan een particuliere investeerder, die er onder andere woningen, een bed and breakfast, galeries en een cultuurpodium in wil vestigen. De architect Wiel Arets zal daartoe een ontwerp maken.

## Beschrijving

### Exterieur
De Lutherse kerk is een eenvoudige, bakstenen zaalkerk uit 1684 met een zadeldak. De sobere puntgevel in Lodewijk XIII-stijl ging tot 1936 verborgen achter een huis aan de Hondstraat. In de nok zijn een ovaal en een rond venster boven elkaar geplaatst. De entree is omlijst met hardstenen blokwerk; de vensters ter weerszijden hebben segmentboogomlijstingen van hardsteen. De zijgevels hebben ieder vijf segmentboogvensters. Het smeedijzeren hekwerk, dat het voorplein afsluit van de straat, dateert uit circa 1930 en is een gemeentelijk monument.

### Interieur
Het interieur wordt gedekt door een houten tongewelf, dat met trekstangen is opgespannen. De dubbele galerij achter in de kerk, waarin de orgelkast is opgenomen, dateert uit 1691. De akoestiek is voortreffelijk, waardoor de kerk zeer geschikt is als concertzaal. De totaalindruk van de binnenruimte is bijzonder fraai door de aparte lichtinval. In 1800 werd de kerk voorzien van nieuwe ramen die nog steeds de aandacht trekken door het azuurblauwe glas dat er in verwerkt werd. Helaas zijn er van de twaalf oorspronkelijke ramen nog maar vier over; de overige zijn in 1944 door een granaatinslag gesneuveld. Wellicht is toen ook, midden in de Franse tijd, het gebrandschilderde raam met het wapen van Van Waldeck in de voorgevel verwijderd en in plaats daarvan de huidige preekstoel aangebracht. Uit begin 1700 stammen ook het hekwerk van de koorafsluiting en een avondmaalstafel met een voorstelling van het Lam Gods. Aanvankelijk waren in de kerk herenbanken geplaatst voor officieren en onderofficieren, waarvan één nog bewaard is: de rijk geornamenteerde herenbank in Lodewijk XV-stijl, die helaas op zeker moment wit geschilderd is.

#### Orgel
Het kerkorgel is in 1861 vervaardigd door de Maastrichtse firma Pereboom & Leijser. Bij de bouw werd gebruikgemaakt van een ouder orgel, dat in 1695 werd gebouwd door de in Breda gevestigde Rijnlander Heinrich Metzeker en in 1762 werd vergroot door Henri Muselaire (Moseler) uit Luik. De historische opzet van het instrument werd in 1965 hersteld tijdens een restauratie door de firma Flentrop uit Zaandam. Het orgel bestaat uit een hoofdwerk, een positief en een vrij pedaal. Het orgelfront is in 1861 witgeschilderd met vergulde ornamenten.

#### Liturgisch vaatwerk
Bijzonder is ook het liturgisch vaatwerk van de Evangelisch-Lutherse gemeente, met 17e- en 18e-eeuwse zilveren schalen en avondmaalsbekers, dat zich thans in de schatkamer van de Sint-Servaasbasiliek bevindt. Topstukken zijn een verguld zilveren schaal en een zilveren kan die in 1694, twee jaar na de dood van de graaf van Waldeck, door zijn dochter Sophia Henriette van Waldeck aan de kerk werden geschonken.

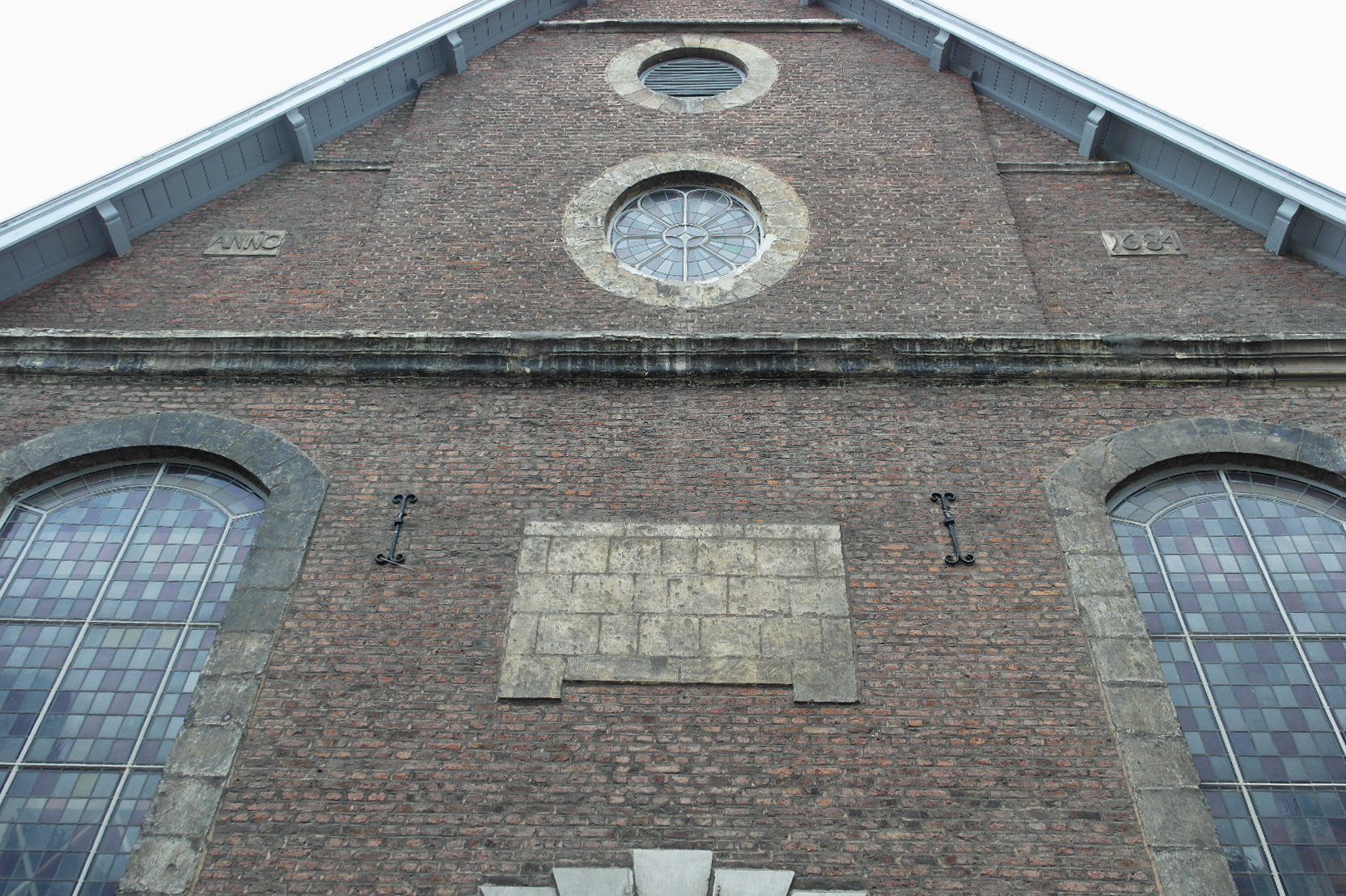
Detail gevel Hondstraat
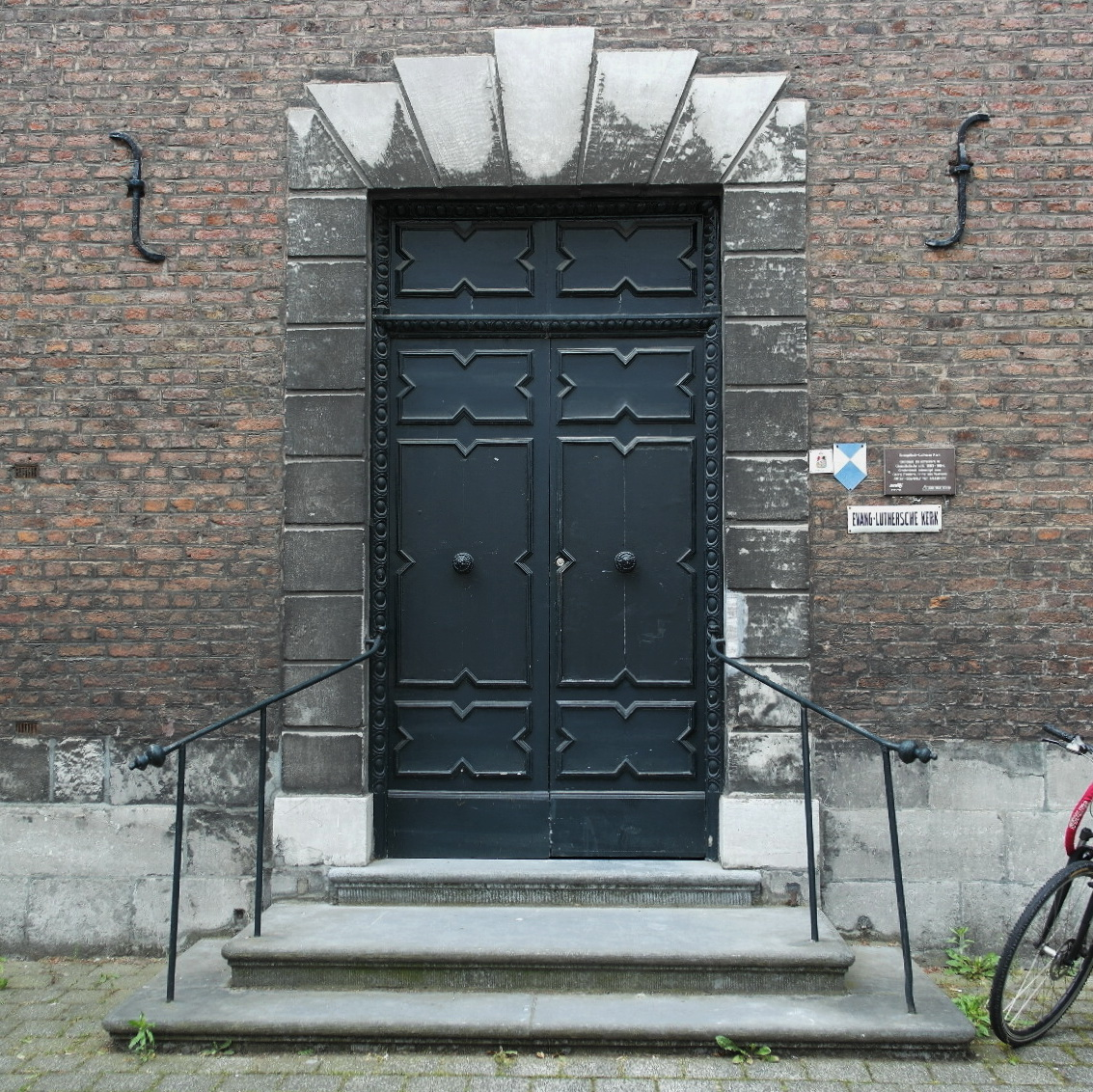
Idem, entree
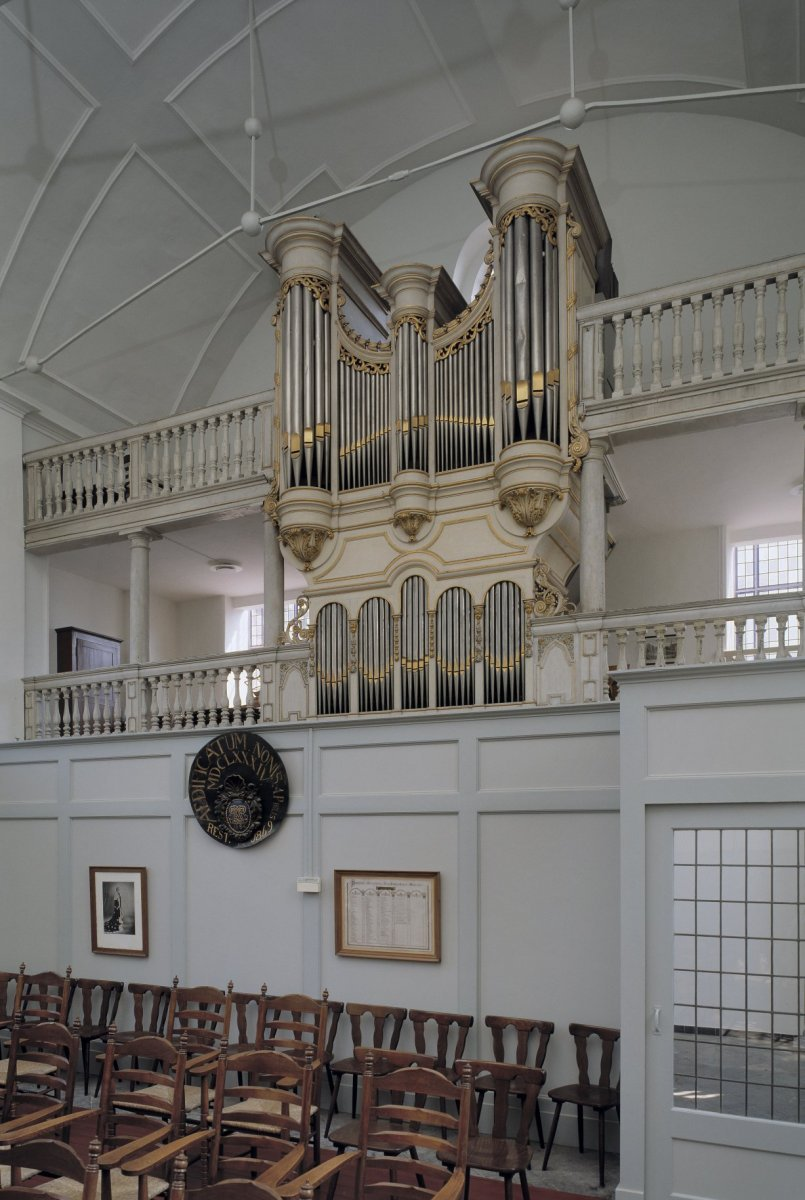
Interieur met orgel
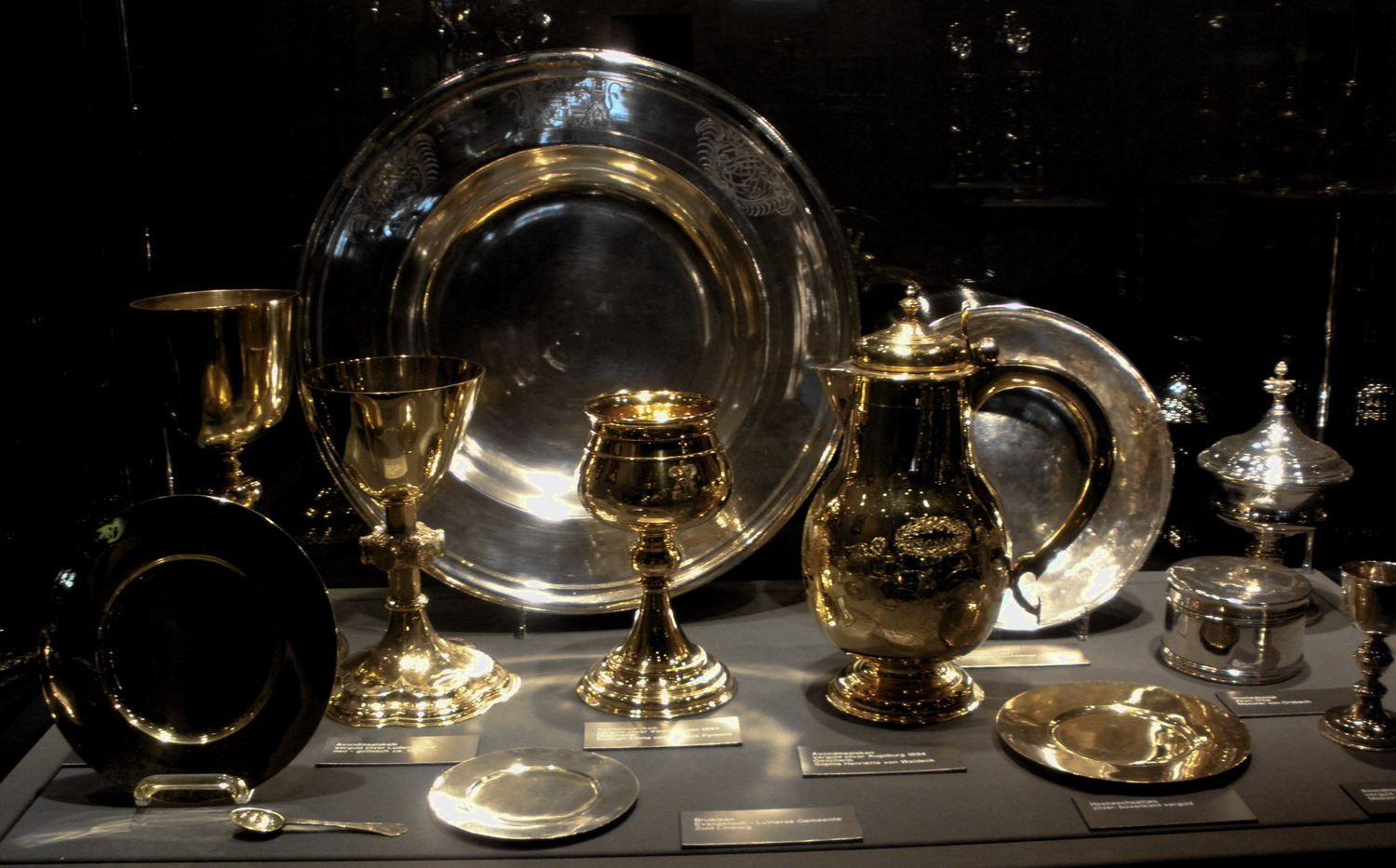
Liturgisch vaatwerk